# Вормс
Вормс (нім. Worms) — місто окружного підпорядкування на південному заході Німеччини, на території федеральної землі Рейнланд-Пфальц. У Середньовіччі це місто було важливим центром політичного життя Німеччини. У ньому збиралися Рейхстаги та обирали імператорів Священної римської імперії. Особливу популярність Вормс дістав завдяки історичним подіям, які пов'язані з початком реформації, а також завдяки середньовічному героїчному епосу «Пісня про Нібелунгів», велика частина подій якого відбувалась у Вормсі.

## Історія
Вормс — одне з найдавніших міст Німеччини, кельтського походження, як видно з його давньої назви — Borbetomagus; до V століття воно перебувало під владою римлян, а потім стало центром Бургундського королівства; його назва постійно трапляється в німецьких героїчних сагах (оригінальних та перекладних епічних творах). В імперії Карла Великого Вормс був одним з найважливіших міст.
У XI столітті Вормс стає вільним імперським містом. Його розвитку значно сприяла велика торгівля. В епоху реформації Вормс ще залишався одним з важливих і багатих міст, але внаслідок Тридцятилітньої війни став занепадати, а в 1689 році його повністю зруйнували війська Людовика XIV.
Після Великої Французької революції місто нараховувало лише 5000 жителів. У місті проходили імперські сейми, включно з сеймом 1495 року, на якому було проголошено «Вічний земський мир», і сейм 1521 року (див. Вормський сейм). Вормс називали «матір'ю рейхстагів» («Mutter der Reichstage»).
У XIX столітті почалося перетворення «Райхштедту» в індустріальне місто, що оживило міське життя, але ніяк не могло відродити втрачене. У місті виникла легка промисловість з виготовлення виробів зі шкіри, а також інші галузі. Після цього місто зазнало бомбардувань під час Другої світової війни, які знищили те, що було побудовано в мирний час. Зусиллями городян місто було знову відновлено, але його архітекторами були люди, які здобули освіту в роки захоплення новою архітектурою в стилі конструктивізму і функціоналізму. Крім того, й грошей катастрофічно бракувало на те, щоб відновити втрачений архітектурний вигляд міста. А втім, навіть після всього, що відбулося, Вормс і досі зберігає архітектурні та історичні цінності в масштабі світової культури.

## Населення
Населення міста становить 83 459 осіб (станом на 31 грудня 2020).

## Визначні місця
- Собор св. Петра в романському стилі, спорудження якого розпочато в XI столітті, а закінчено у XII. Має 4 башти. Південний портал з багатими прикрасами побудований в XIV столітті.
- Старовинна (XI ст.) церква св. Андрія Первозванного (Andreasstift), у XX столітті перетворена на міський музей, у якому міститься велике зібрання доісторичної, римської і франкської давнини, знайденої в самому місті та його околицях; крім того, є колекція предметів, що належить до історії міста, бібліотека, що складається з творів Лютера і його сучасників, і зібрання видань вормської друкарні, з дуже рідкісними екземплярами книг XVI століття (Наприклад, «Вормська Біблія» 1529 р.).
- Пам'ятник Мартінові Лютеру (нім. Lutherdenkmal), відкритий у 1868 році, який виконали, за планами Ернста Рітшеля (частково він сам, частково його учні: Дондорф і Кітц). Основа пам'ятника дорівнює 100 м². Окрім великої статуї Лютера, прикрашеної барельєфами, портретами-медальйонами й написами, є ще 11 фігур: попередники Лютера — П'єр Вальдо, Джон Вікліф, Ян Гус і Джироламо Савонарола, сучасники його — Рейхлін і Меланхтон; курфюрст Фрідріх Саксонський і ландграф Філіп Гессенський, і символічні зображення міст, які відігравали значну роль в історії реформації: Аугсбурга, Шпейєра та Магдебурга.
- Єврейське кладовище «Святий пісок» (нім. Heiliger Sand) (найстаріше збережене єврейське кладовище в Європі, з 1076 року).
- На відстані 2 км від міста, біля села Пфіффліггейм, росте дерево Лютера (нім. Lutherbaum) — величезний в'яз; у наш час[коли?] вціліла тільки нижня його частина.

## Культура
Щороку в серпні Вормс проводить Фестиваль Нібелунгів (нім. Nibelungenfestspiele), головною подією якого є сучасна театральна постанова середньовічної німецької епічної поеми «Пісня про Нібелунгів» (нім. Das Nibelungenlied).

## Відомі люди
- Андреас Целларій, народився в Нойгаузені — теперішній частині міста.

### Уродженці
- Геріберт (970—1021) — церковний та державний діяч Священної Римської імперії, 15-й архієпископ Кельна
- Генріх Гофман (1913—1941) — німецький льотчик-ас, оберфельдфебель резерву люфтваффе
- Аліка Шмідт — німецька спортсменка, біг на 100, 200 і 400 метрів.

## Фотографії

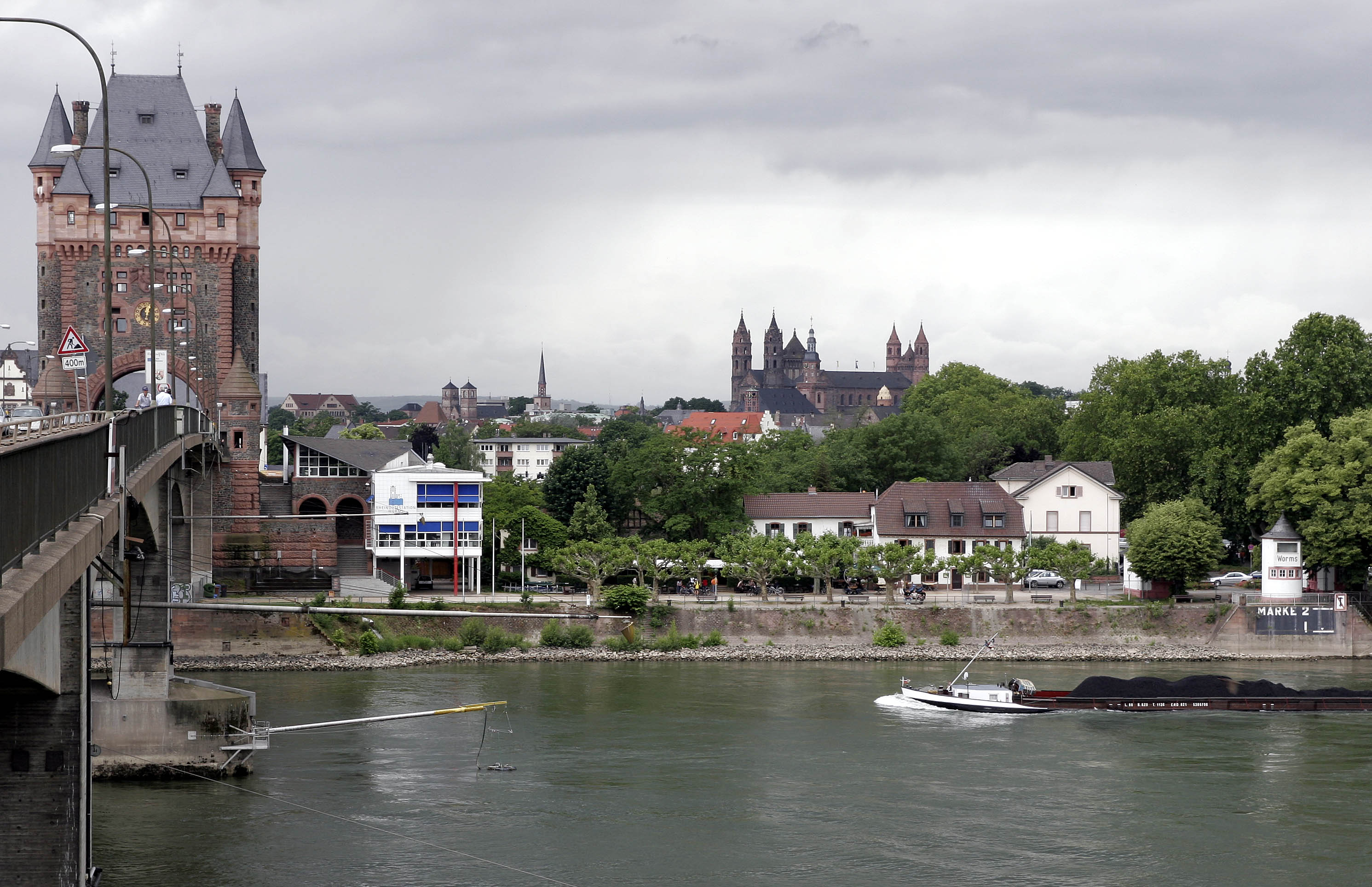
Вормс. Панорама міста з краєвидом на собор, Рейн
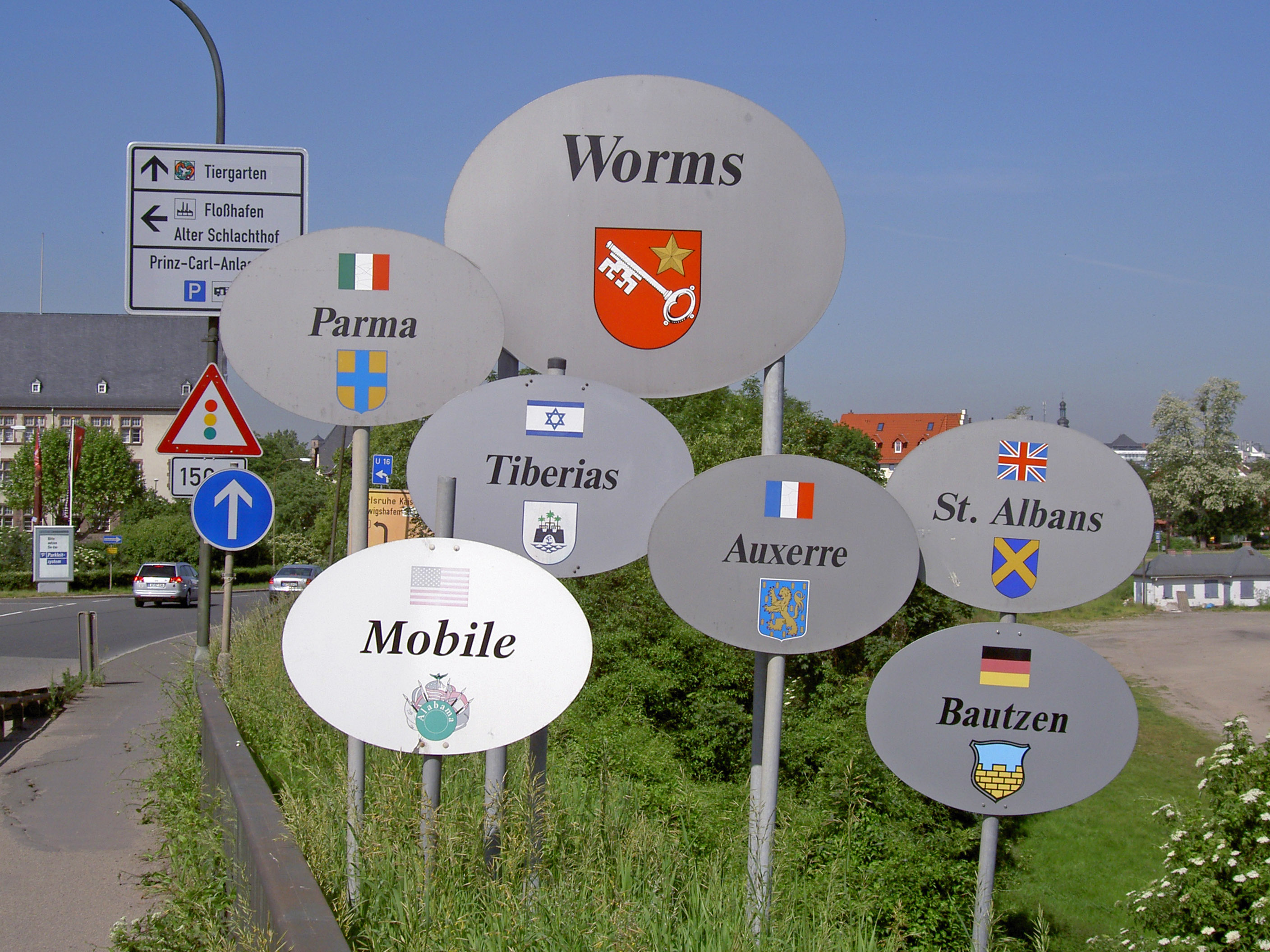
Герби міст-побратимів
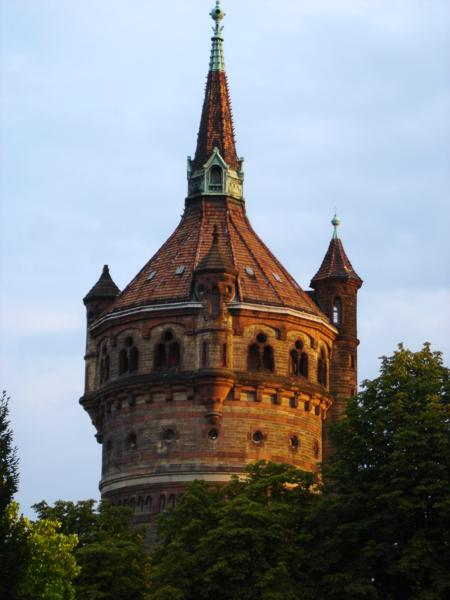
Водонапірна башта
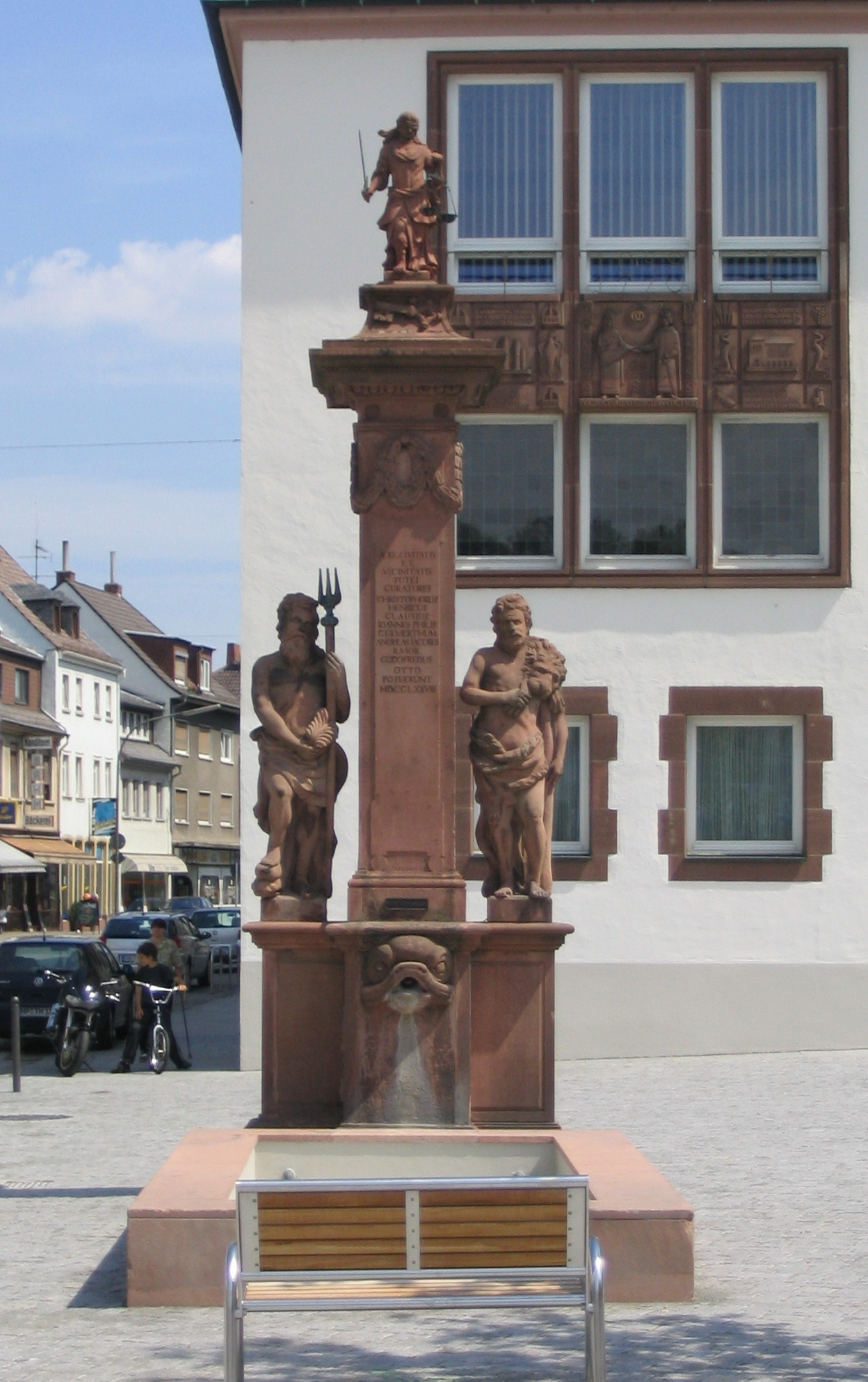
«Джерело справедливості» біля ратуші
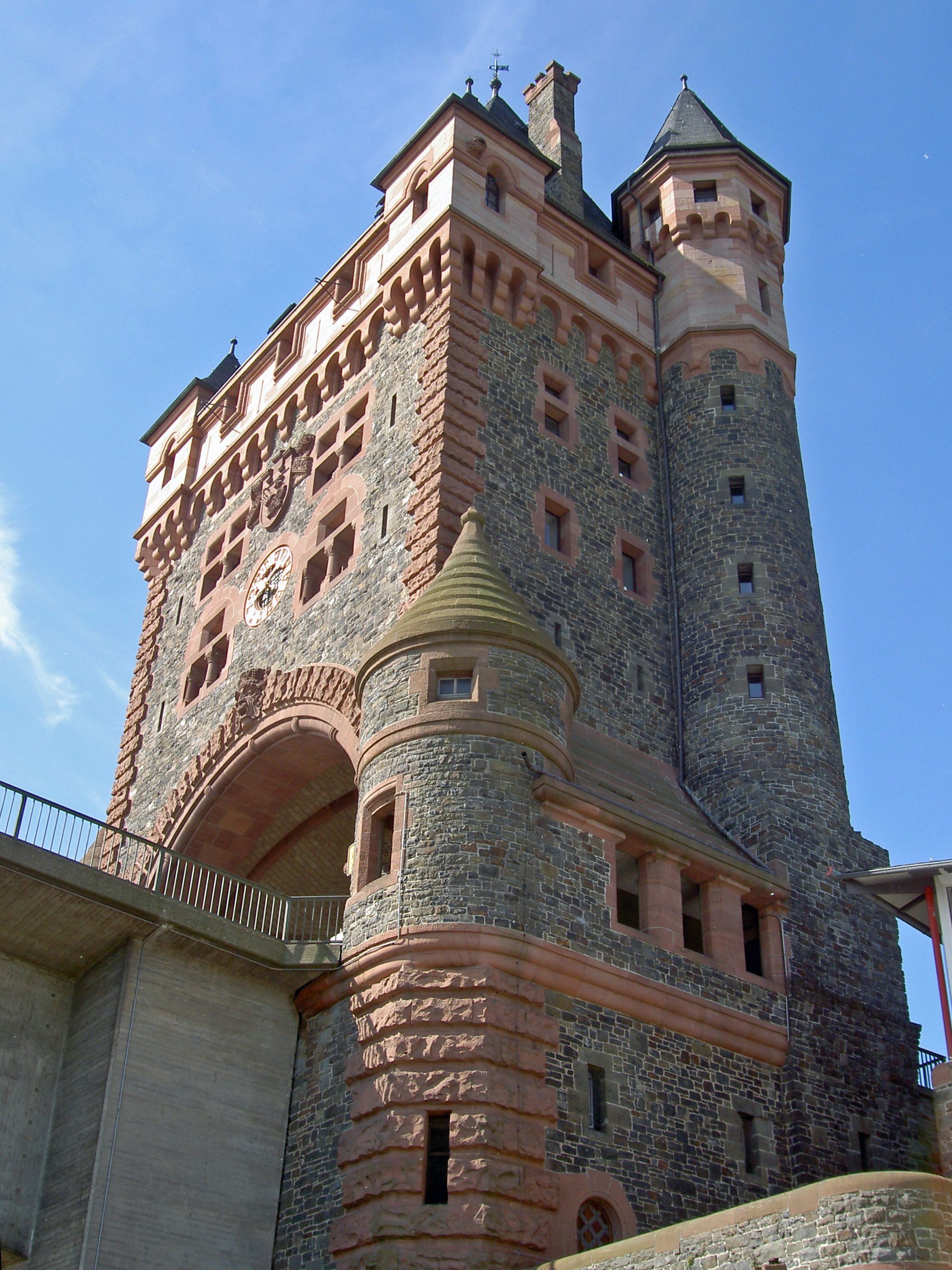
Міст Нібелунгів, мостова башта
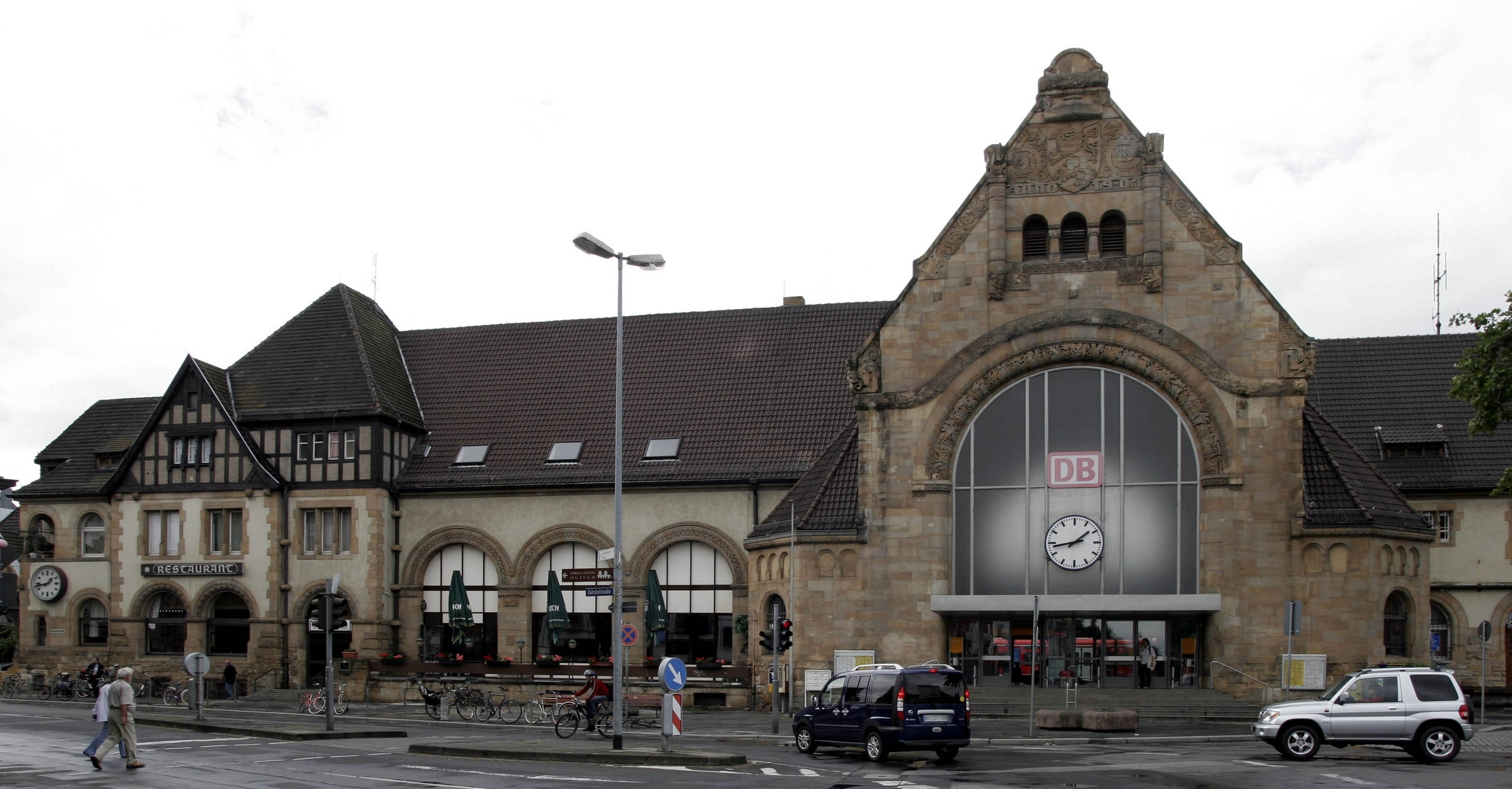
Вокзал
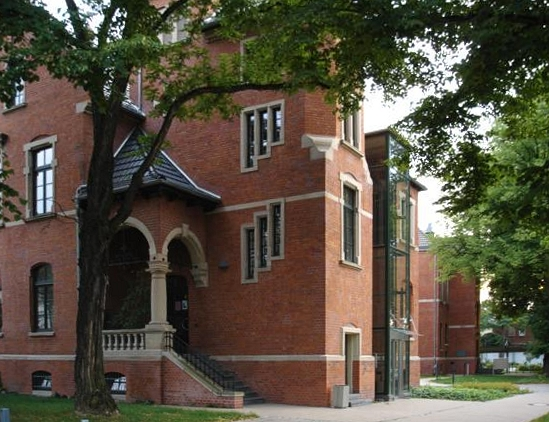
Спеціальний вищий навчальний заклад Вормса
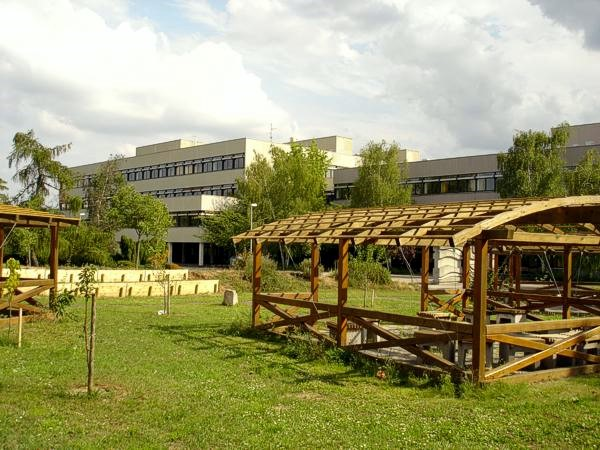
Освітній центр